# Società di comodo
Una società di comodo  è una società (normalmente di capitali) la cui costituzione risponde, essenzialmente, a finalità di evasione ed elusione fiscale, o alla volontà di mettere in atto attività illecite. Si tratta, di norma, di società che non svolgono, sostanzialmente, un'attività d'impresa e per questo, a volte, vengono definite come società non operative.

## Caratteristiche
Si tratta, solitamente, di società che non prevedono la responsabilità patrimoniale dei soci e che sono costituite con capitale sociale irrisorio o, comunque, modesto.

Si parla inoltre di società di comodo anche quando una società venga messa in piedi per fungere da mero schermo societario a un imprenditore occulto, che può così esercitare un'attività economica senza comparire personalmente. In tal caso, la società risulta operativa, pur se manovrata da soggetti diversi da quelli che appaiono formalmente.
In molti casi, le società di comodo risultano costantemente in perdita. In altri casi, è la loro funzione a fare in modo che altre società risultino costantemente in perdita. In entrambi i casi, si tratta di situazioni anomale dal punto di vista logico, dal momento che ci si trova in presenza di soggetti che sono disposti a investire capitali propri per riceverne in cambio una perdita costante, laddove un semplice investimento di altro tipo (ad esempio, in titoli di stato o obbligazioni) sarebbe in grado di mettere quegli stessi capitali al sicuro da perdite, garantendo ai titolari, al contempo, una remunerazione certa e ottenibile senza fatica.

## Tipologie

### Fruizione occulta di beni patrimoniali
Una società di comodo può essere costituita, ad esempio, al fine di occuparsi della mera gestione di beni patrimoniali (immobili, partecipazioni, autoveicoli, motocicli, imbarcazioni, yacht, velivoli, ecc.) i quali, nonostante siano formalmente intestati alla società, vengono effettivamente utilizzati e fruiti da quei soggetti, persone fisiche, che possiedono le quote del capitale societario. In alcuni casi, a fruire dei beni possono essere anche soggetti occulti, formalmente estranei alla società perché non compaiono nella compagine sociale.
Tutti i soggetti che fruiscono, in tal modo, dei beni patrimoniali hanno il vantaggio di poter conservarne la disponibilità occultandone, al contempo, l'effettiva disponibilità al fisco e ai creditori, dal momento che apparente intestataria diretta risulta essere la società di comodo.
I beni intestati alla società, peraltro, essendo fruiti dai soggetti citati in precedenza, risultano improduttivi di profitti. In tal caso, la società di comodo si denuncia al fisco come costantemente in perdita e non appare come soggetto passivo colpito da imposizione fiscale.
Quando una società è concepita interamente per tali finalità elusive succede, di norma, che la stessa non svolge alcuna vera e propria attività d'impresa, anche se, normalmente, nell'oggetto sociale viene inserita la compravendita e la gestione di beni appartenenti alla tipologia detenuta (ad esempio: compravendita e gestione di immobili nel caso delle società immobiliari di comodo; compravendita di imbarcazioni nelle società di comodo che detengono imbarcazioni), anche se poi questa non verrà svolta per volontà di chi mette in atto la società.
Poiché non svolge alcuna effettiva attività, la società non corre nemmeno il rischio remoto di incappare in situazioni di insolvenza, di incorrere in procedure esecutive, o di essere coinvolta in procedure concorsuali (come il fallimento).

#### Assenza di efficaci misure di repressione nella legislazione civilistica italiana
Nella legislazione societaria e fallimentare italiana non si rinvengono efficaci misure per contrastare il proliferare del fenomeno delle società di comodo costituite per la fruizione di beni patrimoniali: infatti, a differenza di quanto avviene in molti altri paesi, nell'ordinamento giuridico italiano è assente qualsiasi norma per permettere, a chi vi abbia interesse, di chiedere lo scioglimento forzato di quelle società che non svolgono l'attività conforme all'oggetto sociale. Inoltre, il diritto societario italiano non pone alcun ostacolo alla costituzione di società con oggetti sociali abnormi, comprendenti, in contemporanea, la previsione di svolgimento delle attività economiche più disparate e improbabili. La possibilità di dichiarare lo scioglimento di quelle società che non dovessero adempiere alle previsioni dell'oggetto sociale permetterebbe la sopravvivenza delle sole società immobiliari costituite a scopo genuino e non elusivo, per svolgere un'effettiva attività commerciale. Rimane solo la strada, più difficile da percorrere, della dichiarazione di nullità del contratto di società ai sensi dell'art 1344 del codice civile italiano (contratto in frode alla legge: «la causa si reputa illecita quando il contratto costituisce il mezzo per eludere l'applicazione di una norma imperativa»): in tal caso, il proponente è tenuto a fornire prova rigorosa che la società è stata costituita per la gestione di attività non economiche, in modo da smascherare un utilizzo dell'istituto societario che è vietato da norma imperativa del codice civile italiano. In tal caso, la causa di nullità si converte in causa di scioglimento, ai sensi dell'art. 2332 c.c.
Inoltre, i creditori dei singoli soci non potranno aggredire i beni della società, non vantando crediti nei confronti di quest'ultima, né, per lo stesso motivo, potranno chiederne il fallimento. Rimane aperta, l'unica strada, ardua, della dichiarazione giudiziale di nullità del contratto di società (azione di nullità) o della dichiarazione di inefficacia del contratto nei loro confronti (azione revocatoria). In tal caso, i beni retrocederebbero ai soci e i creditori di questi potrebbero trovarvi soddisfazione.

### Frode fiscale per fatturazioni fittizie
In altri casi, la società di comodo è finalizzata a una particolare frode fiscale, com'è il caso di quelle che sono dette, a volte, "aziende fatturiere" (con un gioco di parole con l'espressione "azienda manifatturiera"), o "cartiere" (in quanto produttrici di semplici "carte" contabili): si tratta di società il cui unico scopo è l'emissione, nei confronti di terzi, di fatture per operazioni inesistenti. A beneficiare di tale comportamento sono poi aziende vere, che utilizzano tale fatturazione fittizia proveniente dalle società di comodo, per imputare in contabilità partite inesistenti per beni e servizi ricevuti, ottenendo un indebito e illecito abbattimento degli utili attraverso la sovrastima dei costi iscritti nel bilancio d'esercizio. L'azienda destinataria della fatturazione può così beneficiare di redditi in nero sottratti a qualsiasi visibilità e può costituire fondi neri.
Tra le finalità illecite permesse da società di comodo, soprattutto nel campo della finanza internazionale, vi è il dirottamento di fondi all'estero o verso paradisi fiscali.
Poiché la emissione di fatturazione fittizia produce fatturato e gettito IVA, tali società non effettuano alcun adempimento fiscale, né formale, né sostanziale: non effettuano le denunce e i versamenti relativi all'Imposta sul valore aggiunto (incassando a sé l'IVA addebitata nelle fatture di comodo) e omettono di denunciare i redditi prodotti. Nel caso remoto in cui la società di comodo dovesse incorrere in un controllo, la documentazione contabile viene distrutta o occultata: il rifiuto di esibizione agli organi di controllo e vigilanza viene giustificato mediante una denuncia ad hoc di un furto, smarrimento, o incendio, subito occorso nell'imminenza o durante lo stesso controllo. Risulta così impossibili ricostruire la fatturazione e risalire alle aziende utilizzatrici. Tali società "fatturiere", peraltro, sono intestate a prestanome e teste di legno, soggetti insolventi e senza nulla da perdere, spesso persone molto anziane e perfino inconsapevoli.
Al contrario, le società che beneficiano delle fatturazioni false possono abbattere gli utili fino al punto di essere costantemente in perdita.

### Schermo societario per l'imprenditore occulto
Nel caso delle società di comodo concepite come schermo societario, la società viene intestata a soci e amministratori fittizi, dietro i quali si muovono, di nascosto, uno o più soggetti occulti. In questo caso, può succedere che la società di comodo svolga un'effettiva attività economica ma quest'ultima, tuttavia, è solo formalmente riferibile ai soggetti apparenti, mentre ad agire, a gestire, ad amministrare, sono, sostanzialmente, i soggetti occulti. Sono questi ultimi, infatti, che determinano tempi e contenuti delle attività economiche e sociali (contratti, acquisti, vendite, operazioni societarie, assemblee, consigli, determinazioni, ecc.) di cui i prestanome sono, invece, solo formali sottoscrittori.